# Hohenbostel (Bienenbüttel)
Hohenbostel ist ein Ortsteil der Einheitsgemeinde Bienenbüttel im niedersächsischen Landkreis Uelzen.

## Geografie und Verkehrsanbindung
Hohenbostel liegt nördlich des Kernortes Bienenbüttel. Unweit östlich verläuft die Kreisstraße K 42, westlich und südlich fließt die Ilmenau und verläuft die B 4. Östlich erstreckt sich das 230 ha große Naturschutzgebiet Vierenbach.

## Sehenswürdigkeiten

### Baudenkmale
In der Liste der Baudenkmale in Bienenbüttel sind für Hohenbostel vier Baudenkmale aufgeführt:
- Hofanlage, mit Baumbestand (Dorfstraße 13)
- Hofanlage mit Feldsteinwall (Dorfstraße 16)
- Wohnwirtschaftsgebäude (Dorfstraße 19)
- Ehemaliges Wohnwirtschaftsgebäude (Nachtigallenweg 5)